# منتخب السويد لكرة السلة للسيدات
منتخب السويد الوطني لكرة السلة للسيدات (بالسويدية: Sveriges damlandslag i basket) هو ممثل السويد الرسمي في المنافسات الدولية في كرة السلة للسيدات.